# Wilhelm Uebe

Wilhelm Uebe

Wilhelm Uebe (* 1857; † 1905) war ein deutscher Kaufmann, Drogist und Unternehmer. Er entwickelte das analoge Fieberthermometer in seiner heutigen Form.
Wilhelm Uebe war ursprünglich Kaufmann und Reisender. Er eröffnete in Zerbst in der Breiten Straße Nr. 19 eine Drogerie, in der er unter anderem auch Fieberthermometer verkaufte. Durch Besuche in Sanatorien und durch Kundenanfragen erkannte er, dass sich die bis dato verwendeten Fieberthermometer verbessern ließen, indem man den Gipsstopfen, mit dem sie verschlossen waren, dadurch ersetzte, dass man das Thermometer am oberen Ende zuschmolz. Hierdurch wurden Hygiene und Anwendung der Thermometer wesentlich verbessert, denn es ließ sich nun sterilisieren. Da Uebe bereits über geschäftliche Beziehungen zu Glasherstellern verfügte, nutzte er diese Kontakte und gründete 1890 die Wilhelm Uebe – Spezial-Fabrik Medizinischer und Chemischer Thermometer. Uebe erhielt für seine Thermometer das Reichspatent DRPM 25406 und ließ die Thermometer ab 1892 in Langewiesen fertigen. Nachdem die Räumlichkeiten in der Breiten Straße zu klein wurden, erfolgte 1900 ein Umzug in Fabrikgebäude in der Bahnhofstr. 61. 1901 ließ er einen Inhalationsapparat aus Glas in Form einer Zigarrenspitze als Gebrauchsmuster schützen.
Über Jahre waren UEBEs medizinische Thermometer weltweit die meistverkauften Hilfsmittel für die Selbstdiagnose; durch Wilhelm Uebe gelangte das Fieberthermometer nach Japan. 1893 präsentierte Wilhelm Uebe die neuartigen Thermometer auf der World’s Columbian Exposition in Chicago, wo er mit zwei Diplomen und zwei Medaillen ausgezeichnet wurde. Nach Ablauf der Schutzzeit wurde Uebes Erfindung gesetzlich als Standard festgelegt. 1905 wurde die Produktion in Fabrikgebäude verlagert; im selben Jahr starb Wilhelm Uebe. Seine Witwe Anna Uebe übernahm die Firmenleitung. Das Unternehmen ist als Uebe Medical nach wie vor in Familienbesitz.